# Phyllophaga glabricula
Phyllophaga glabricula är en skalbaggsart som beskrevs av Leconte 1856. Phyllophaga glabricula ingår i släktet Phyllophaga och familjen Melolonthidae. Inga underarter finns listade i Catalogue of Life.